# Gainsbourg (vida de un héroe)
Gainsbourg (vida de un héroe) (en el original francés Gainsbourg (vie héroïque)) es una película francesa escrita y dirigida por Joann Sfar, estrenada en Francia el 20 de enero de 2010 que recrea de manera muy personal la vida de Serge Gainsbourg.

## Sinopsis
Gainsbourg (vida de un héroe) es una biografía fantástica de Serge Gainsbourg: una historia hermosa que recorre la mejor Francia de la segunda mitad del siglo XX.
París. Un niño de orejas de soplillo y nariz rocosa toca el piano en su casa. En la calle reclama la estrella del sheriff (la estrella amarilla) que los judíos tienen que llevar durante la ocupación alemana, la Francia de Vichy. Dibujar, ver mujeres desnudas, interpretar o contar, tocar el piano en locales nocturnos, improvisar, beber, componer, fumar, regalar, soñar, hacer el amor, amar, hacer el amor cantando: Boris Vian, Fréhel, Juliette Gréco, France Gall, Brigitte Bardot (interpretada por Laetitia Casta), Jane Birkin, Caroline von Paulus (la cantante Bambou)...
Gainsbourg va dejando su huella pícara, vital y profunda en el mundo de la canción con muchas obras poéticas, subversivas y provocadoras. La película va trazando la vida de Gainsbourg a través de la mayoría de sus tendencias artísticas de su aprendizaje como pintor en Gainsbarre a través de la chanson, del jazz de Saint Germain, pasando por la música yeyé, pop, rock, hasta el reggae marsellés (de la marsellesa).

## Análisis
Gainsbourg (vida de un héroe)  no es una biografía o un biopic al uso, sino más bien un trabajo visionario cuyo objetivo, como señala su director Joann Sfar, no es proporcionar un retrato completo y preciso del cantante y compositor sino mostrar en la pantalla algunas de las facetas más interesantes de su personalidad creativa, sus relaciones con mujeres, el alcohol y los cigarrillos, su compromiso con la música provocativa, la singularidad de un rostro complejo y considerado feo. Facetas que permiten capturar aspectos dramáticos que no suelen aparecer en las biografías oficiales e incluso permiten jugar con la presencia de algo sobrenatural: El Maw, una marioneta animada que representa la segunda personalidad de Gainsbourg, el gato parlante de Juliette Greco, el enorme piojo judío que juega con Gainsbourg niño. La película es un cuento, un cuento de Joann Sfar como indica el cartel de la película y se señala en el comienzo de la misma.
La película, dirigida a un amplio público, no siempre resulta accesible a todos, requiere una sensibilidad especial para sumergirse en las representaciones estéticas e íntimas donde se muestra la clara influencia de su director (que es dibujante de cómic y de historietas) acostumbrado a creaciones muy personales que sumergen al espectador en un mundo casi fantástico. Gainsbourg (vida de un héroe) no es convencional, no termina con una conclusión, sorprende su puesta en escena, su potencia emocional y el poder creativo del personaje principal.
La película, la primera de Joann Sfar, contó con un presupuesto de 20 millones de euros. El elenco de actores, muchos desconocidos para el público en general, como Eric Elmosnino (Serge Gainsbourg) y Mylène Jampanoï (Bambú, la última esposa de Serge Gainsbourg) ha sido un acierto, así como la sorprendente, y no siempre bien considerada Laetitia Casta, cuyo papel como Brigitte Bardot ha resultado sorprendente.

## Ficha técnica
- Título: Gainsbourg, vie héroïque - Gainsbourg (vida de un héroe)
- Dirección: Joann Sfar
- Escenario: Joann Sfar
- Asistente escenario: Sandrina Jardel
- Música: Serge Gainsbourg
- Música original y dirección musical: Olivier Daviaud
- Piano: Gonzales
- Dirección de la fotografía: Guillaume Schiffman
- Sonido: Daniel Sobrino, Jean Goudier, Jean-Baptiste Brunhes
- Decorados: Christian Marti, Josh Fifarek
- Decoradora de estudio : Isabelle Girard
- Vestuario: Pascaline Chavanne
- Maquillaje: Gill Robillard
- Efectos especiales maquillaje (criaturas): David Marti, Montse Ribé
- Montaje: Maryline Monthieux
- Script: Isabelle Ribis
- Casting: Stéphane Batut
- Casting niños: Nadia Nataf, Agathe Hassendorfer, Julie David.
- Asistentes dirección: Yann Cuinet, Felix Baudoin, Marie Rolindes, Samatha Mialet
- Casting figuración: Stéphane Zito, Miguel Peraudeau, Emilie Chaumat, Clémentine Boissins
- Coach charnt: Nathalie Dupuy
- Fotografía de estudio: Jérôme Brezillon
- Steadycam: Stéphane Chollet
- Asistentes escenario: Guillaume Dreyfus
- Regidor general: Bertrand Girard
- Documentalistas: Brigitte Gruel et Anne Gelli
- País de origen :  Francia
- Rodaje: Studios Éclair (Épinay-sur-Seine)
- Periodo de rodaje: del 19 de enero de 2009 a abril de 2009 (13 semanas de rodaje)
- Presupuesto: 14 millones €[4]
- Productores: Marc du Pontavice, Didier Lupfer
- Productor ejecutivo: Matthew Gledhill
- Productor ejecutivo musical : Paul Lavergne
- Productoras: One World Films (Francia), Studio 37 (France), Universal Pictures France, Focus Features International, France 2 Cinéma, Lilou Films, Xilam Films
- Distribuidoras: Universal Pictures (France), Kinology (étranger)
- Formato: blanco y negro y color — 35 mm — Format de projección 2.35:1 (scope) — sonido estereofónico Dolby Digital
- Género: biografía, biopic, drama, musical
- Duración: 130 minutos
- Fecha de estreno: 20 de enero de 2010 en  Francia

## Reparto
| - Éric Elmosnino: Serge Gainsbourg - Lucy Gordon: Jane Birkin - Laetitia Casta: Brigitte Bardot - Doug Jones: La Gueule - Anna Mouglalis: Juliette Gréco - Mylène Jampanoï: Bambou - Sara Forestier: France Gall - Kacey Mottet Klein: Lucien Ginsburg (Serge Gainsbourg jeune) - Razvan Vasilescu: Joseph Ginsburg - Dinara Droukarova: Olga Ginsburg - Philippe Katerine: Boris Vian - Deborah Grall: Élisabeth Levizky - Yolande Moreau: Fréhel - Riad Sattouf: Le "petit modèle" de Fréhel - Ophélia Kolb: Le modèle - Claude Chabrol: Le producteur musique de Gainsbourg - François Morel : Le directeur de l'internat - Philippe Duquesne: Lucky Sarcelles - Angelo Debarre: Le guitariste gitan - Grégory Gadebois: Phyphy - Alice Carel: Judith - Joann Sfar: Georges Brassens - Roger Mollien: Robert Gall, el padre de France Gall - Le Quatuor: Jean-Claude Camors (compositeur), Laurent Vercambre, Pierre Ganem & Jean-Yves Lacombe: Les Frères Jacques | - Arnaud Churin: El jefe de bomberos - Guillaume Viry: Ingeniero de sonido en Jamaica - Olivier Cywie: Niño internado - Vincent Colombe: Grupo Rock Nazi #1 - Gilles Verlant: Grupo Rock Nazi #2 - Piero Brichese: El conductor del Fleetwood - Jean-Pierre Gos: El jefe de la Prefectura - Denis Falgoux: El empleado de la Prefectura - Franc Bruneau: El ordenanza Brochaut - Maurice Antoni: El director del orfanato - Jacqueline Staup: La dama pelirroja - Caroline Tillette: La chica de rojo - Jérôme Chappatte: El subastador - Marc Du Pontavice: Policía Boris Vian 1 - Didier Lupfer: Policía Boris Vian 2 - Chloé Coulloud: Marilou, la peluquera - Lisa Jacobs: La periodista - Chloé Dumas: Natalie Wood - Rosette: La vendedora de dulces - Stéphane Batut: El cliente en el cabaret de Mme Arthur - Montse Ribé: La boca (niño) - Daniel Isoppo: Periodista de de France-Soir - Charlotte Ficheux: La muchacha con los senos desnudos en la escena del "ménage à trois" (parte con France Gall) |

## Discografía
- 4 de enero de 2010: Gainsbourg, vie héroique, BSO, versiones Disque microsillon, vinilo 33 revoluciones, 30 cm]], 1 CD, 2 CD y MP3 Universal Music Polydor